# ランディ・アロサレーナ
- ランディ・アロザリナ
- ランディ・アロザリーナ
- ランディ・アロザレーナ
- ランディ・アロサレナ

ランディ・アロサレーナ・ゴンサレス（Randy Arozarena González, 1995年2月28日 - ）は、キューバ共和国ラ・アバーナ州ハバナ出身のメキシコのプロ野球選手（外野手）。右投右打。MLBのシアトル・マリナーズ所属。
発音はアロウサレイナ(ah-row-sah-RAY-nah)となっている。

## 経歴

### キューバ時代

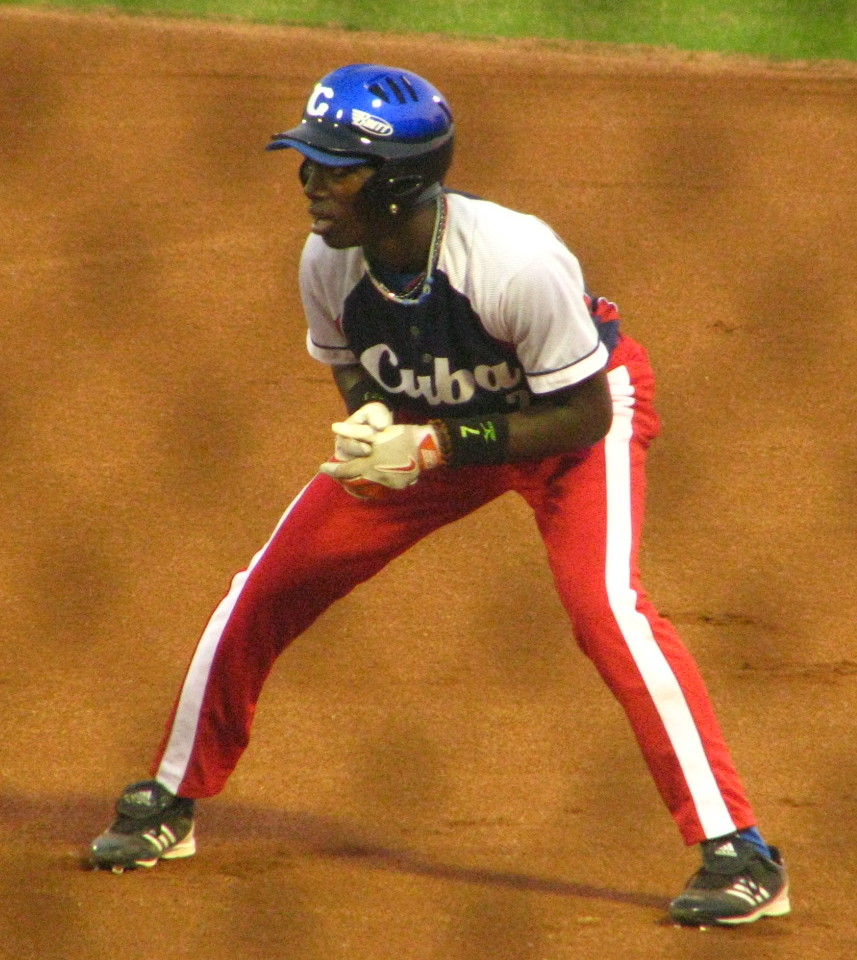
キューバ代表として第26回AAA世界野球選手権大会に参加したアロサレーナ
（2013年9月6日）

2013-14年と2014-15年シーズンにかけてセリエ・ナシオナル・デ・ベイスボル（SNB）のベゲーロス・デ・ピナール・デル・リオに所属。
14年に父が亡くなり、家族を支えるためにも翌15年に母と相談の上で亡命を決意。夜のカリブ海をカヤックのようなボートで8時間かけてメキシコへ渡り、亡命した。

### プロ入りとブルズ時代
2016年4月17日にリーガ・メヒカーナ・デ・ベイスボルのティフアナ・ブルズでプロデビュー。ブルズでは4月中の5試合のみに出場し、5月3日にFAとなった。

### カージナルス時代
2016年8月1日にメジャーリーグ・ベースボールのセントルイス・カージナルスと契約金125万ドルでマイナー契約を結んだ。シーズンオフにウィンターリーグであるリーガ・メヒカーナ・デル・パシフィコ（LMP）のマジョス・デ・ナボホアに所属。以降、2018年までの毎年オフにマジョスに所属している。
2017年4月6日に傘下A+級パームビーチ・カージナルスでマイナーデビュー。6月14日に行われたフロリダ・ステートリーグ（FSL）オールスターゲームに招集された。6月30日にAA級スプリングフィールド・カージナルスに昇格。このシーズンは2チーム合計で、490打席で打率.266、11本塁打、OPS.783を記録した。
2018年のスプリングトレーニングでは招待選手として参加した。シーズンはAAA級メンフィス・レッドバーズで迎えた。5月4日にAA級スプリングフィールド・カージナルスに降格、5月18日にAAA級メンフィスに再昇格。7月に行われたオールスター・フューチャーズゲームでは世界選抜として選出。7月17日にA+級パームビーチに降格、8月1日にAAA級メンフィスに再昇格。レギュラーシーズン成績は2チーム合計で、413打席で打率.274、12本塁打、OPS.792を記録。AAA級メンフィスが地区優勝したため、パシフィックコーストリーグ（PCL）プレーオフに出場。チームはリーグ優勝を果たし、トミー・エドマンとともにPCLプレーオフMVPに選出される。その後、チームはAAA級年間優勝決定戦でも勝利した。
2019年のスプリングトレーニング中に右手を骨折したため、故障者リスト入りし、4月の開幕を迎えた。5月11日にAA級スプリングフィールドで実戦復帰、6月12日にAAA級メンフィスに昇格。8月12日にホセ・マルティネスが10日間故障者リスト入りした入れ替わりでメジャー昇格。8月14日に行われたカンザスシティ・ロイヤルズで「9番・中堅手」で先発出場しメジャーデビュー。この試合ではメジャー初安打となる適時内野安打を記録した。9月25日のアリゾナ・ダイヤモンドバックス戦でメジャー初本塁打を記録。メジャーでの出場は19試合に留まったが、打率.300、出塁率.391を記録した。またポストシーズンにも25人枠入りし、ワシントン・ナショナルズとのディビジョンシリーズで代打として5試合に出場したが安打はなかった。

### レイズ時代
2020年1月9日にマシュー・リベラトーレとドラフト下位指名権とのトレードで、ホセ・マルティネスとドラフト上位指名権と共にタンパベイ・レイズへ移籍した。シーズンではCOVID-19の影響で60試合の短縮シーズンになった。自身も開幕前の検査で陽性反応が出て特別故障者リスト入りになり、陰性になるまで約1カ月かかった。8月30日にシーズン初出場。最終的に23試合の出場で打率.281、7本塁打、11打点を記録した。ポストシーズンは先発で起用され、トロント・ブルージェイズとのワイルドカードシリーズ第2戦では3安打を記録。ニューヨーク・ヤンキースとのディビジョンシリーズでは打率.421、第1戦から3試合連続本塁打を放つ活躍でシリーズ突破に貢献した。リーグチャンピオンシップシリーズでも最終第7戦の先制本塁打を含む4本塁打を放ち、ポストシーズンの本塁打数の新人新記録を更新し、新人野手では史上初となるシリーズMVPに選ばれた。ロサンゼルス・ドジャースとのワールドシリーズでも3本塁打を放って1年のポストシーズンでの最多本塁打記録（10本塁打：従来の記録は2002年のバリー・ボンズ他2名が記録した8本塁打）を樹立したが、チームは2勝4敗で敗れた。
2021年は141試合に出場し、打率.274、20本塁打、69打点、20盗塁を記録し、20-20クラブ（20本塁打・20盗塁以上）の一員となった。ポストシーズンでは、ボストン・レッドソックスとのALDS第1戦で、「ポストシーズンの同一試合において本塁打と本盗を記録」したMLB史上初の選手となった。これらの活躍により、11月15日にタンパベイ・レイズ史上4人目、キューバ出身選手としては6人目となるアメリカン・リーグ新人王を受賞した。
2022年は153試合に出場し、打率.263、20本塁打、89打点、32盗塁を記録。盗塁数32はメジャー4位タイだったが、盗塁死12もメジャー最多だった。また、ルーキーイヤーから2年連続の20本塁打・20盗塁を達成した。
2023年はワールド・ベースボール・クラシックでメキシコ代表として活躍し、プールCのMVPおよび大会ベストナイン（外野手）に選出された。メジャーリーグでは、開幕13試合で打率.314、3本塁打、16打点を記録し、タンパベイ・レイズの開幕13連勝に貢献した。6月29日に外野手部門のファン投票で初のオールスターゲームに選出され、左翼手として先発出場。前日のホームランダービーでは、アドリス・ガルシアとルイス・ロベルト・ジュニアを破ったが、決勝でブラディミール・ゲレーロ・ジュニアに敗れた。8月31日に20号本塁打を放ち、「ルーキーイヤーから3年連続で20本塁打・20盗塁を達成」し、MLB新記録を樹立した。シーズン全体では151試合に出場し、打率.254、23本塁打、83打点、95得点、22盗塁、守備でも外野手として補殺8を記録した。
2024年はタンパベイ・レイズで100試合に出場し、打率.211、15本塁打、37打点、16盗塁を記録した。

### マリナーズ時代
2024年7月25日にブロディ・ホプキンス、エイダン・スミス、後日発表選手（タイ・カミングス）とのトレードでシアトル・マリナーズに移籍した。9月15日のテキサス・レンジャーズ戦で20号本塁打を放ち、ルーキーイヤーから4年連続20本塁打・20盗塁を達成し、自らが持つメジャー記録を更新した。シーズン全体では154試合に出場し、打率.219、20本塁打、60打点、20盗塁、加えて両リーグ1位となる22死球を記録した。

## 代表経歴
2023年はキューバ政府の方針転換により亡命選手にもワールド・ベースボール・クラシックへの参加資格が与えられたが、キューバ代表ではなく、帰化したメキシコ代表に選出され、参加。準決勝の日本戦（ローンデポ・パーク）では岡本和真が記録した本塁打性の打球を好捕するなどし、日本代表を苦しめた。最終的にメキシコは敗れ準決勝で敗退となったが、自身は大会ベストナイン（外野手）に選出された。

## 人物
- 2018年にメキシコで生まれた娘がいる[31]。この誕生を機に、アロサレーナはメキシコへの深い愛着を抱くようになった。この思いが、2022年のメキシコ国籍取得を後押しし、2023年にメキシコ代表としてワールド・ベースボール・クラシックに参加する契機となった[32]。また、弟のライコは、北米プロサッカー2部リーグ・USLCのタンパベイ・ローディーズでプロデビューを果たしたゴールキーパーである[33]。
- 2020年11月23日、2歳となった愛娘の親権を巡り、元交際相手の父親と口論の末に揉み合いになり、誘拐罪と暴行罪の疑いで逮捕された[34]。しかし、元交際相手が被害届を提出せず、和解を選んだことで2日後に釈放。2021年2月、アロサレーナはキャンプ地で「家族を守るための行動だったが、誤解が生じた」と振り返り、事件が解決済みであることを強調した[35]。
- 自身が本塁打や適時打を打った時などに見せる“腕組み（英語版）ドヤ顔ポーズ”のパフォーマンスは、2023年のワールド・ベースボール・クラシックでメキシコ代表の象徴となり、メジャーリーグや日本でも大いに話題となった[36]。
- 自身の半生を描く映画が、2020年のポストシーズンでの活躍を受けて企画された[37]。2021年後半に撮影開始予定だったが、2023年に本人が「エージェントを変更したことで映画の計画が頓挫した」と明かした。それでもアロサレーナは前向きで、「映画は必ず実現する。誰かが作らなくても、自分で作る」と意欲を示している[38]。

## 詳細情報

### 年度別打撃成績
| 年 度    | 球 団    | 試 合 | 打 席 | 打 数 | 得 点 | 安 打 | 二 塁 打 | 三 塁 打 | 本 塁 打 | 塁 打 | 打 点 | 盗 塁 | 盗 塁 死 | 犠 打 | 犠 飛 | 四 球 | 敬 遠 | 死 球 | 三 振 | 併 殺 打 | 打 率 | 出 塁 率 | 長 打 率 | O P S |
| -------- | -------- | ----- | ----- | ----- | ----- | ----- | -------- | -------- | -------- | ----- | ----- | ----- | -------- | ----- | ----- | ----- | ----- | ----- | ----- | -------- | ----- | -------- | -------- | ----- |
| 2019     | STL      | 19    | 23    | 20    | 4     | 6     | 1        | 0        | 1        | 10    | 2     | 2     | 1        | 0     | 0     | 2     | 0     | 1     | 4     | 0        | .300  | .391     | .500     | .891  |
| 2020     | TB       | 23    | 76    | 64    | 15    | 18    | 2        | 0        | 7        | 41    | 11    | 4     | 0        | 0     | 1     | 6     | 0     | 5     | 22    | 2        | .281  | .382     | .641     | 1.022 |
| 2021     | TB       | 141   | 604   | 529   | 94    | 145   | 32       | 3        | 20       | 243   | 69    | 20    | 10       | 0     | 5     | 56    | 4     | 14    | 170   | 9        | .274  | .356     | .459     | .815  |
| 2022     | TB       | 153   | 645   | 586   | 72    | 154   | 41       | 3        | 20       | 261   | 89    | 32    | 12       | 0     | 2     | 46    | 2     | 11    | 156   | 17       | .263  | .327     | .445     | .773  |
| 2023     | TB       | 151   | 654   | 551   | 95    | 140   | 19       | 3        | 23       | 234   | 83    | 22    | 10       | 0     | 5     | 80    | 1     | 18    | 156   | 10       | .254  | .364     | .425     | .789  |
| 2024     | TB       | 100   | 409   | 350   | 45    | 74    | 19       | 0        | 15       | 138   | 37    | 16    | 7        | 0     | 3     | 45    | 0     | 11    | 101   | 3        | .211  | .318     | .394     | .712  |
| 2024     | SEA      | 54    | 239   | 199   | 32    | 46    | 14       | 0        | 5        | 75    | 23    | 4     | 3        | 0     | 1     | 28    | 0     | 11    | 68    | 4        | .231  | .356     | .377     | .733  |
| '24計    | SEA      | 154   | 648   | 549   | 77    | 120   | 33       | 0        | 20       | 213   | 60    | 20    | 10       | 0     | 4     | 73    | 0     | 22    | 169   | 7        | .219  | .332     | .388     | .720  |
| MLB：6年 | MLB：6年 | 641   | 2650  | 2299  | 357   | 583   | 128      | 9        | 91       | 1002  | 314   | 100   | 43       | 0     | 17    | 263   | 7     | 71    | 677   | 45       | .254  | .346     | .436     | .782  |

- 2024年度シーズン終了時

### MLBポストシーズン打撃成績
| 年 度     | 球 団     | シ リ ｜ ズ | 試 合 | 打 席 | 打 数 | 得 点 | 安 打 | 二 塁 打 | 三 塁 打 | 本 塁 打 | 塁 打 | 打 点 | 盗 塁 | 盗 塁 死 | 犠 打 | 犠 飛 | 四 球 | 敬 遠 | 死 球 | 三 振 | 併 殺 打 | 打 率 | 出 塁 率 | 長 打 率 | O P S |
| --------- | --------- | ----------- | ----- | ----- | ----- | ----- | ----- | -------- | -------- | -------- | ----- | ----- | ----- | -------- | ----- | ----- | ----- | ----- | ----- | ----- | -------- | ----- | -------- | -------- | ----- |
| 2019      | STL       | NLDS        | 3     | 3     | 3     | 0     | 0     | 0        | 0        | 0        | 0     | 0     | 0     | 0        | 0     | 0     | 0     | 0     | 0     | 2     | 0        | .000  | .000     | .000     | .000  |
| 2019      | STL       | NLCS        | 2     | 2     | 1     | 0     | 0     | 0        | 0        | 0        | 0     | 0     | 1     | 0        | 0     | 0     | 0     | 0     | 1     | 1     | 0        | .000  | .500     | .000     | .500  |
| 2020      | TB        | ALWC        | 2     | 9     | 8     | 3     | 4     | 2        | 1        | 0        | 8     | 1     | 0     | 1        | 0     | 0     | 1     | 0     | 0     | 1     | 0        | .500  | .556     | 1.000    | 1.556 |
| 2020      | TB        | ALDS        | 5     | 21    | 19    | 5     | 8     | 0        | 0        | 3        | 17    | 3     | 0     | 0        | 0     | 0     | 1     | 0     | 1     | 4     | 0        | .421  | .476     | .895     | 1.371 |
| 2020      | TB        | ALCS        | 7     | 30    | 28    | 6     | 9     | 1        | 0        | 4        | 22    | 6     | 0     | 0        | 0     | 0     | 2     | 1     | 0     | 10    | 0        | .321  | .367     | .786     | 1.152 |
| 2020      | TB        | WS          | 6     | 26    | 22    | 5     | 8     | 0        | 0        | 3        | 17    | 4     | 0     | 1        | 0     | 0     | 4     | 1     | 0     | 4     | 2        | .364  | .462     | .773     | 1.234 |
| 2021      | TB        | ALDS        | 4     | 19    | 15    | 4     | 5     | 1        | 0        | 1        | 9     | 3     | 2     | 0        | 0     | 0     | 4     | 0     | 0     | 4     | 0        | .333  | .474     | .600     | 1.074 |
| 2022      | TB        | ALWC        | 2     | 10    | 9     | 0     | 1     | 0        | 0        | 0        | 1     | 0     | 0     | 0        | 0     | 0     | 1     | 0     | 0     | 5     | 0        | .111  | .200     | .111     | .311  |
| 2023      | TB        | ALWC        | 2     | 8     | 8     | 0     | 3     | 1        | 0        | 0        | 4     | 0     | 0     | 0        | 0     | 0     | 0     | 0     | 0     | 2     | 0        | .375  | .375     | .500     | .875  |
| 出場：5回 | 出場：5回 | 出場：5回   | 33    | 128   | 113   | 23    | 38    | 5        | 1        | 11       | 78    | 17    | 3     | 2        | 0     | 0     | 13    | 2     | 2     | 33    | 2        | .336  | .414     | .690     | 1.104 |

- 2023年度シーズン終了時
- 太字はMVP受賞

### WBCでの打撃成績
| 年 度 | 代 表    | 試 合 | 打 席 | 打 数 | 得 点 | 安 打 | 二 塁 打 | 三 塁 打 | 本 塁 打 | 塁 打 | 打 点 | 盗 塁 | 盗 塁 死 | 犠 飛 | 四 球 | 敬 遠 | 死 球 | 三 振 | 併 殺 打 | 打 率 | 出 塁 率 | 長 打 率 |
| ----- | -------- | ----- | ----- | ----- | ----- | ----- | -------- | -------- | -------- | ----- | ----- | ----- | -------- | ----- | ----- | ----- | ----- | ----- | -------- | ----- | -------- | -------- |
| 2023  | メキシコ | 6     | 28    | 20    | 8     | 9     | 6        | 0        | 1        | 18    | 9     | 0     | 0        | 0     | 6     | 1     | 2     | 5     | 0        | .450  | .607     | .900     |

### 年度別守備成績
| 年 度 | 球 団 | 左翼（LF） | 左翼（LF） | 左翼（LF） | 左翼（LF） | 左翼（LF） | 左翼（LF） | 中堅（CF） | 中堅（CF） | 中堅（CF） | 中堅（CF） | 中堅（CF） | 中堅（CF） | 右翼（RF） | 右翼（RF） | 右翼（RF） | 右翼（RF） | 右翼（RF） | 右翼（RF） |
| 年 度 | 球 団 | 試 合      | 刺 殺      | 補 殺      | 失 策      | 併 殺      | 守 備 率   | 試 合      | 刺 殺      | 補 殺      | 失 策      | 併 殺      | 守 備 率   | 試 合      | 刺 殺      | 補 殺      | 失 策      | 併 殺      | 守 備 率   |
| ----- | ----- | ---------- | ---------- | ---------- | ---------- | ---------- | ---------- | ---------- | ---------- | ---------- | ---------- | ---------- | ---------- | ---------- | ---------- | ---------- | ---------- | ---------- | ---------- |
| 2019  | STL   | 1          | 0          | 0          | 0          | 0          | ----       | 5          | 7          | 1          | 0          | 0          | 1.000      | 6          | 4          | 0          | 0          | 0          | 1.000      |
| 2020  | TB    | 14         | 14         | 1          | 0          | 1          | 1.000      | 2          | 3          | 0          | 0          | 0          | 1.000      | 3          | 0          | 0          | 0          | 0          | ----       |
| 2021  | TB    | 81         | 109        | 4          | 1          | 1          | .991       | 1          | 0          | 0          | 0          | 0          | ----       | 53         | 98         | 1          | 0          | 0          | 1.000      |
| 2022  | TB    | 104        | 157        | 4          | 5          | 0          | .970       | -          | -          | -          | -          | -          | -          | 25         | 41         | 0          | 0          | 0          | 1.000      |
| 2023  | TB    | 139        | 245        | 8          | 0          | 1          | 1.000      | -          | -          | -          | -          | -          | -          | -          | -          | -          | -          | -          | -          |
| 2024  | TB    | 89         | 148        | 4          | 2          | 0          | .987       | 7          | 17         | 0          | 0          | 0          | 1.000      | -          | -          | -          | -          | -          | -          |
| 2024  | SEA   | 51         | 110        | 1          | 0          | 0          | 1.000      | 2          | 4          | 0          | 0          | 0          | 1.000      | -          | -          | -          | -          | -          | -          |
| '24計 | SEA   | 140        | 258        | 5          | 2          | 0          | .992       | 9          | 21         | 0          | 0          | 0          | 1.000      | -          | -          | -          | -          | -          | -          |
| MLB   | MLB   | 479        | 783        | 22         | 8          | 3          | .990       | 17         | 31         | 1          | 0          | 0          | 1.000      | 87         | 143        | 1          | 0          | 0          | 1.000      |

- 2024年度シーズン終了時

### 表彰
MLB
- リーグチャンピオンシップシリーズMVP：1回（2020年）
- ベーブ・ルース賞：1回（2020年）
- 新人王（2021年）[40]

国際大会
- オールWBCチーム：1回（外野手部門：2023年）
- WBCフェニックスラウンドMVP：1回（2023年）

### 記録
MiLB
- オールスター・フューチャーズゲーム選出：1回（2018年）

MLB
- MLBオールスターゲーム選出：1回（2023年）

### 背番号
- 66（2019年）
- 56（2020年 - ）